# Abbas Al-Hassan
Abbas Al-Hassan (Hofuf, 22 de febrero de 2004) es un futbolista saudí que juega en la demarcación de centrocampista para el Neom S. C. de la Liga Profesional Saudí.

## Selección nacional
Hizo su debut con la selección absoluta de Arabia Saudita el 16 de noviembre de 2023 contra Pakistán en un partido de clasificación para la Copa Mundial de Fútbol de 2026 que finalizó con un resultado de 4-0 a favor del combinado saudí tras los goles de Abdulrahman Ghareeb, Abdullah Radif y un doblete de Saleh Al-Shehri.

## Clubes
| Club           | País           | Año       | Partidos | Goles |
| -------------- | -------------- | --------- | -------- | ----- |
| Al-Fateh S. C. | Arabia Saudita | 2021-2024 | 41       | 2     |
| Neom S. C.     | Arabia Saudita | 2024-     | 27       | 4     |